# Kosy (Poméranie)
Pour l’article homonyme, voir Kosy (Bartoszyce).
Kosy est une localité polonaise de la gmina mixte et du powiat de Kartuzy en voïvodie de Poméranie. Elle se trouve à environ 29 km à l'ouest de la capitale régionale Gdańsk.

## Géographie

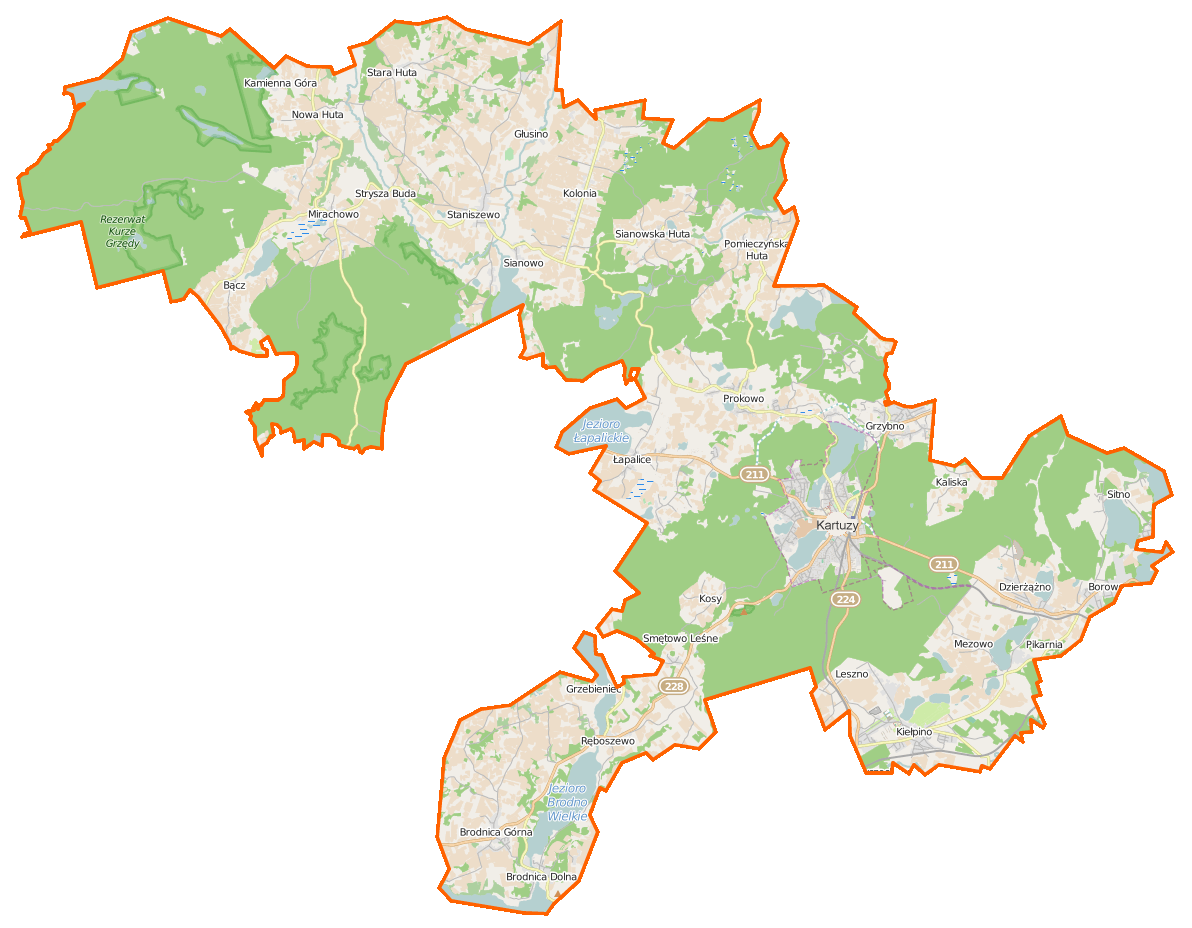
Carte de la gmina de Kartuzy.